# 스케치 코미디

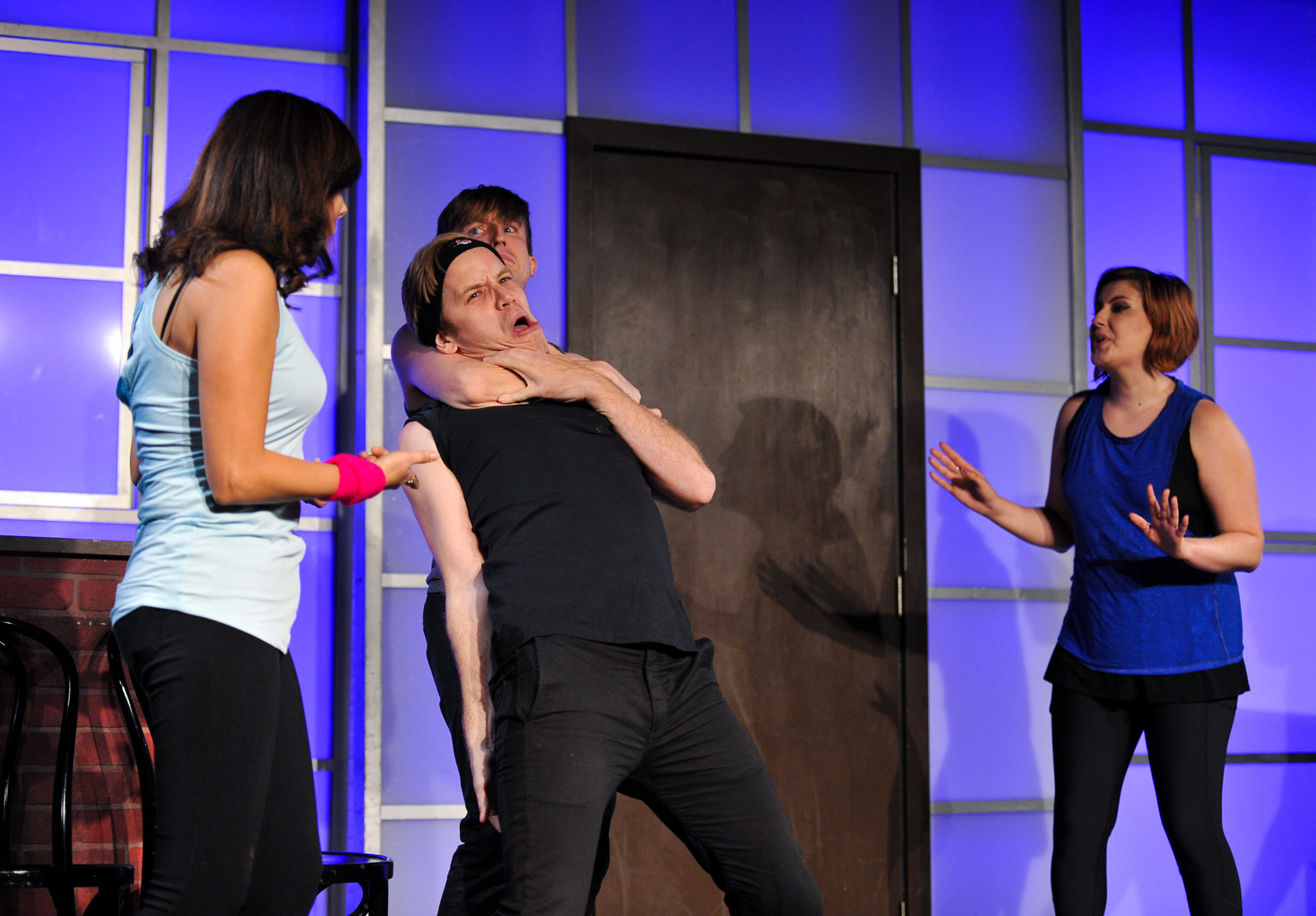
2018년 Nightmare on Overwhelmed Street의 스케치 코미디 배우들

스케치 코미디(영어: sketch comedy)는 "스케치"(sketch) 또는 "촌극"이라고 불리는 짧고 재미있는 장면이나 비네트로 구성되며, 일반적으로 1분에서 10분 정도 길이로 희극 배우 그룹이 연기한다. 이 형식은 영국 뮤직홀과 북미 보드빌에서 발전하고 인기를 얻었지만, 오늘날에는 버라이어티 쇼뿐만 아니라 심야 토크 쇼 및 일부 시트콤에서도 널리 사용된다. 스케치 코미디는 주로 성인 오락과 관련되어 있지만, 특정 어린이 프로그램에서도 사용되었다. 스케치는 연기자가 라이브로 즉흥 연기를 하거나, 공개 공연 전에 즉흥 연기를 통해 개발되거나, 연극처럼 사전에 대본을 작성하고 리허설할 수 있다.

## 역사
스케치 코미디는 뮤직홀과 보드빌에서 유래했으며, 그곳에서는 많은 짧은 유머러스한 연기들이 묶여 더 큰 프로그램을 형성했다. 1890년대에 뮤직홀 기획자 프레드 카노는 대화 없는 스케치 코미디 형식을 개발했으며, 1904년 런던 해크니 엠파이어에서 "멈밍 버즈(Mumming Birds)"라는 스케치를 제작했는데, 여기에는 파이 던지기와 같은 혁신적인 개그가 포함되었다. "프레드 카노의 런던 코미디언즈"로 광고된 그의 극단에는 찰리 채플린과 스탠 로럴이 포함되어 있었다.

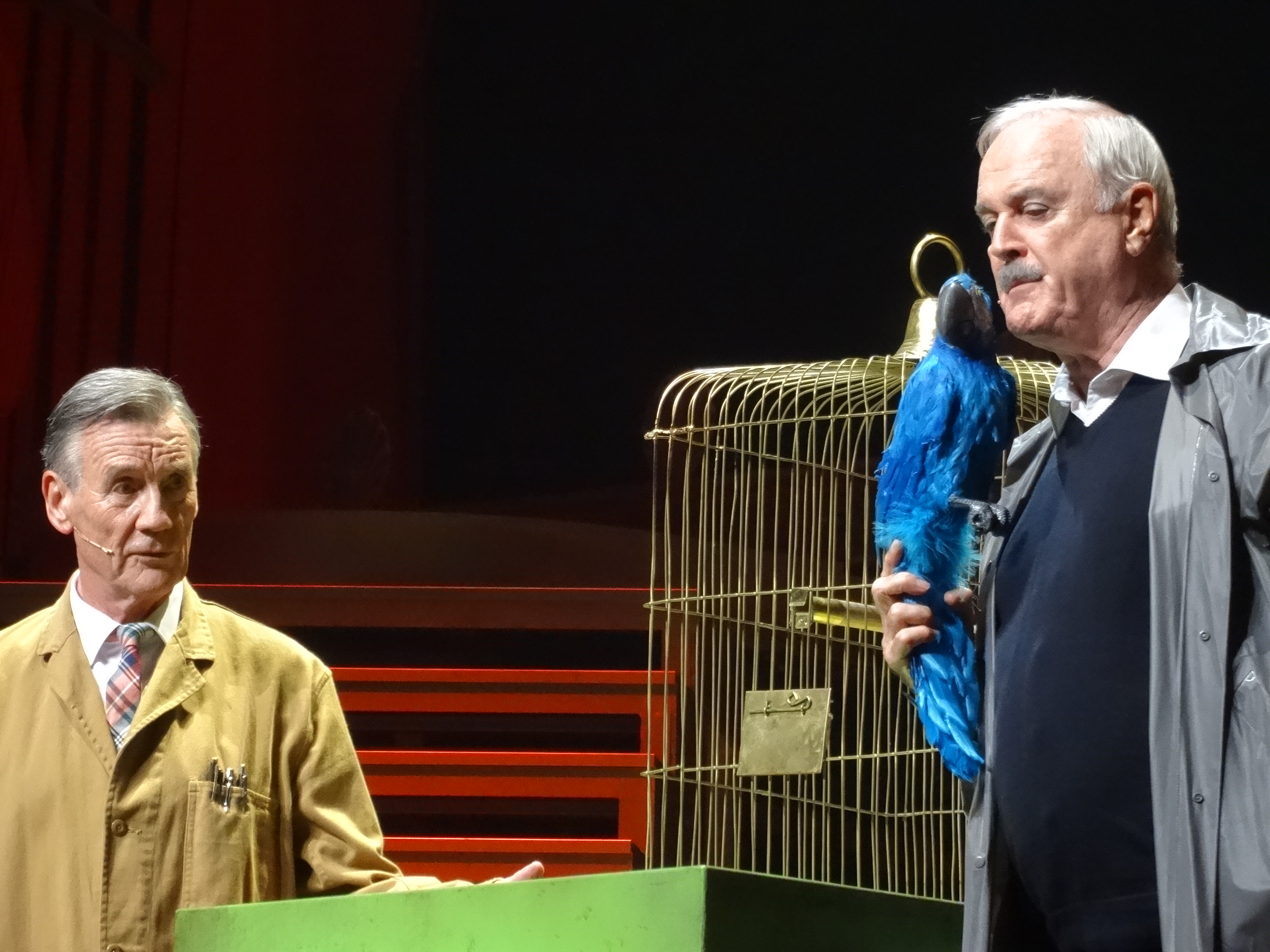
존 클리즈 (오른쪽)와 마이클 페일린이 2014년 몬티 파이튼의 "죽은 앵무새 스케치"(1969년 방영)를 재현하고 있다.

영국에서는 케임브리지 풋라이츠의 무대 공연으로 이어졌는데, 예를 들어 비욘드 더 프린지와 "A Clump of Plinths"(후에 케임브리지 서커스로 발전)가 있으며, 라디오로는 "It's That Man Again"과 "I'm Sorry, I'll Read That Again"과 같은 쇼가 있었다. 그 후 텔레비전으로 옮겨져 베니 힐 쇼, "Not Only... But Also", 몬티 파이튼의 비행 서커스, "The Two Ronnies", "Not the Nine O'Clock News"(및 후속작 "Alas Smith and Jones"), "A Bit of Fry and Laurie"와 같은 쇼가 방영되었다. 1949년 텔레비전에 데뷔한 베니 힐은 1955년에 자신의 쇼를 갖기 전 BBC 버라이어티 쇼에서 패러디 스케치를 개발했으며, "영국 뮤직홀 전통에 깊이 뿌리내린 코미디 천재"로 묘사되었다. 찰스 이셔우드는 몬티 파이튼이 베니 힐처럼 "그들의 스케치 형식을 소란스러운 뮤직홀 전통에서 부분적으로 파생시켰다"고 썼다.
초기, 아마도 최초의 텔레비전 스케치 코미디 쇼의 예는 1948년부터 1967년까지 밀턴 베를이 진행한 "텍사코 스타 시어터(Texaco Star Theater)" 즉 "밀턴 베를 쇼"이다. 멕시코에서는 멕시코 코미디언 로베르토 고메스 볼라뇨스(예명 체스피리토)가 만든 시리즈 "로스 수페르헤니오스 데 라 메사 쿠아드라다(Los Supergenios de la Mesa Cuadrada)"가 1968년부터 1973년까지 방영되었으며, 엘 차보 델 오초와 엘 차풀린 콜로라도와 같은 유명한 캐릭터를 만들었다.
개별 스케치는 역사적으로 서로 관련이 없는 경향이 있었지만, 최근 그룹들은 특정 쇼 내에서 스케치를 연결하고 한 번 이상 출연하는 반복되는 캐릭터를 통해 전체적인 테마를 도입했다. 반복되는 캐릭터의 예로는 몬티 파이튼의 비행 서커스의 미스터 검비, "더 패스트 쇼"의 테드와 랠프, 캐롤 버넷 쇼의 더 패밀리, 더 키즈 인 더 홀의 헤드 크러셔, SCTV와 새터데이 나이트 라이브 모두에서 반복되는 캐릭터인 마틴 쇼트의 에드 그림리, 로봇 치킨의 너드, "해리 엔필드 앤드 첨스"의 케빈과 페리가 있다. 새터데이 나이트 라이브의 반복되는 캐릭터들은 블루스 브라더스, 웨인즈 월드, 슈퍼스타와 같은 여러 스핀오프 영화에 등장했다.
반복되는 캐릭터의 아이디어는 "더 레드 그린 쇼"와 "더 리그 오브 젠틀맨"과 같은 쇼에서 한 단계 더 나아갔는데, 스케치는 각각 가상의 마을인 포섬 레이크와 로이스턴 베이시의 다양한 주민들을 중심으로 전개되었다. 리틀 브리튼에서는 반복되는 캐릭터들을 중심으로 스케치가 이루어졌다.
북미에서 현대 스케치 코미디는 1970년대에 번성했던 즉흥 코미디 현상의 주요 파생물이며, 주로 시카고와 토론토의 더 세컨드 시티에서 발전했으며, 미니애폴리스의 더 브레이브 뉴 워크샵과 더들리 릭스의 성공을 기반으로 했다.
유명한 현대 미국 무대 스케치 코미디 그룹으로는 더 세컨드 시티, 업라이트 시티즌즈 브리게이드, 더 그라운들링스가 있다. 사우스벤드 지역 고등학생들은 1967년부터 1986년까지 지역 NBC 계열사 WNDU-TV에서 방영된 "비욘드 아워 컨트롤(Beyond Our Control)"이라는 스케치 코미디 시리즈를 제작했다.
워너 브라더스 애니메이션은 두 편의 스케치 코미디 쇼인 매드와 "라이트 나우 카파우(Right Now Kapow)"를 제작했다.
1980년대와 1990년대 호주 텔레비전은 여러 성공적인 스케치 코미디 쇼를 선보였는데, 특히 "더 코미디 컴퍼니(The Comedy Company)"는 콜른 카펜터, 카일리 몰, 콘 더 프루이터러와 같은 반복되는 캐릭터들을 포함했다.

### 영화
초기 영국 사례는 영향력 있는 달리기 점프 서 있기 영화 (1959)이다.
1970년대와 1980년대에 제작된 스케치 영화로는 "If You Don't Stop It... You'll Go Blind"와 속편 "Can I Do It... 'Til I Need Glasses?", "The Groove Tube", 당신이 섹스에 대해 알고 싶었던 모든 것, 켄터키 프라이드 무비와 속편 "Amazon Women on the Moon", 몬티 파이튼의 몬티 파이튼: 완전히 다른 것을 위하여 및 몬티 파이튼 - 삶의 의미가 있다.
최근의 스케치 영화로는 "The Underground Comedy Movie", "InAPPropriate Comedy", 무비 43 및 "Livrés chez vous sans contact"가 있다.

### 축제
영국의 많은 스케치 코미디 레뷰에는 에든버러 프린지 페스티벌 시즌이 포함되었다.
1999년 이래로 성장하는 스케치 코미디 현상은 북미 전역의 도시에서 스케치 코미디 축제가 발전하는 데 박차를 가했다. 주목할 만한 축제는 다음과 같다.
- 시카고 스케치 페스트
- SF 스케치페스트
- 토론토 스케치 코미디 페스티벌

## 더 읽어보기
- Clayton, Alex. Funny How? Sketch Comedy and the Art of Humor. State University of New York Press, 2020. Project MUSE, DOI: https://dx.doi.org/10.1353/book76826.
- Brigham, Armando (2020년 11월 2일). “A Brief History of Sketch Comedy and its Evolution From 1959–2020”. 《hollywoodinsider.com》. 2023년 10월 15일에 확인함.